# Jahnstadion (Mönchengladbach)
Das Jahnstadion (ugs. RSV-Stadion) war ein Fußballstadion im Mönchengladbacher Stadtteil Rheydt in unmittelbarer Nähe zum Grenzlandstadion.

## Geschichte
Das Jahnstadion wurde nach dem Spatenstich 1921 an der Nordstraße erbaut und am 22. September 1922 feierlich eröffnet. 1925 erhielt es eine Tribüne mit Clubhaus und Umkleideräumen. Ursprünglich fasste das Stadion etwa 40.000 Zuschauer. Zuletzt hatte die Sportstätte ein Fassungsvermögen von ca. 20.000 Zuschauern.
Seit seiner Eröffnung war die Anlage Heimspielstätte des Rheydter SV, der in den 1950er Jahren hier seine Spiele in der Oberliga West austrug.
Am 25. März 1978 fand das Fußball-Bundesligaspiel Borussia Mönchengladbach gegen Fortuna Düsseldorf (3:2) hier statt. Die Partie, in der die Gladbacher bis zur 74. Minute mit 0:2 zurücklagen, verfolgten 27.000 Zuschauer.
Seit Mitte der 1990er Jahre zierte ein Stück Bundesligageschichte das RSV-Stadion. Da das Bökelbergstadion mit einer neuen Anzeigetafel ausgestattet wurde, kam die alte Tafel an die Nordstraße. Lediglich der Name Borussia wurde gegen den Schriftzug RSV ausgetauscht. Wegen finanzieller Schwierigkeiten wurde die Tafel zwischenzeitlich an Borussia verkauft und im benachbarten Grenzlandstadion für die Spiele der U23-Mannschaft von Borussia Mönchengladbach platziert.
Im Jahr 2020 wurde das Jahnstadion abgerissen. Dort soll nun durch die Stadt Mönchengladbach der „Campuspark Rheydt“ errichtet werden. Mitte März wurde der erste Spatenstich für den „Campuspark Rheydt“ durchgeführt. Es war der Startschuss für die Arbeiten auf dem Gelände. Mit dem Abriss wird Platz für eine neue moderne Sportanlage mit zwei Kunstrasenplätzen inklusive Flutlichtanlage geschaffen. Des Weiteren entstehen im Umfeld ein großes Multifunktionsgebäude sowie ein Sportcampus. Die neue Anlage soll rund 2,7 Mio. Euro kosten und für den Schul-, Vereins- und Breitensport optimale Trainings- und Wettkampfbedingungen bieten.
Für die Zeit des Neubaus spielt der Rheydter SV auf dem Sportplatz Mülfort, mehrere Kilometer südlich der bisherigen Spielstätte gelegen.